# Горан Санкович
Горан Санкович (словен. Goran Sankovič, 18 червня 1979 — 3 червня 2022) — словенський футболіст, захисник.

## Клубна кар'єра
У дорослому футболі дебютував 1996 року виступами за команду клубу «Публікум» (Цельє), в якій провів п'ять сезонів, взявши участь у 99 матчах чемпіонату.
Своєю грою за цю команду привернув увагу представників тренерського штабу чеського клубу «Славія», до складу якого приєднався 2001 року. Відіграв за празьку команду один сезон своєї ігрової кар'єри. Більшість часу, проведеного у складі «Славії», був основним гравцем захисту команди.
Протягом 2002—2003 років захищав кольори команди клубу «Акратітос».
2003 року перейшов до клубу «Паніоніос», за який відіграв один сезон.  Завершив професійну кар'єру футболіста виступами за команду «Паніоніос» у 2004 році

## Виступи за збірну
2001 року дебютував в офіційних матчах у складі національної збірної Словенії. Протягом кар'єри у національній команді, яка тривала усього два роки, провів у формі головної команди країни 5 матчів.
У складі збірної був учасником чемпіонату світу 2002 року в Японії і Південній Кореї.